# Gerichtsbezirk Laa an der Thaya
Der Gerichtsbezirk Laa an der Thaya war ein Gerichtsbezirk in Niederösterreich und einer von zweien im Bezirk Mistelbach. Der übergeordnete Gerichtshof war das Landesgericht Korneuburg.

## Gemeinden

### Städte
- Laa an der Thaya (6.309)
- Poysdorf (5.654)

### Marktgemeinden
- Bernhardsthal (1.585)
- Falkenstein (559)
- Großharras (1.072)
- Großkrut (1.696)
- Hausbrunn (891)
- Herrnbaumgarten (938)
- Neudorf im Weinviertel (1.355)
- Rabensburg (1.068)
- Staatz (1.936)
- Stronsdorf (1.565)

### Gemeinden
- Altlichtenwarth (754)
- Drasenhofen (1.116)
- Fallbach (804)
- Gaubitsch (918)
- Gnadendorf (1.190)
- Schrattenberg (843)
- Unterstinkenbrunn (565)
- Wildendürnbach (1.541)
- Ottenthal (530)

## Geschichte
Am 1. Jänner 2013 wurde der Gerichtsbezirk Laa an der Thaya aufgelöst und die Gemeinden wurden dem Gerichtsbezirk Mistelbach zugewiesen.